# Abu Ali Huceine ibne Amade Almadarai

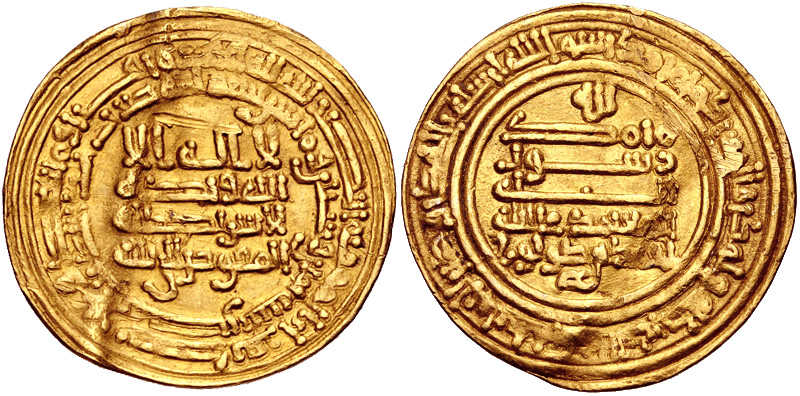
Dinar de ouro de Amade ibne Tulune r.

Abu Ali Huceine ibne Amade Almadarai (Abu Ali al-Husayn ibn Ahmad al-Madhara'i; m. 929), também conhecido como Abu Zumbur (lit. "homem das vespas"), foi um membro da burocrática família Almadarai de oficiais fiscais, e serviu como diretor das finanças do Egito e Síria pelo Califado Abássida nas primeiras décadas do século X.

## Vida
Huceine era um filho de Abu Becre Amade, que em 879 fundou a sorte da família quando foi nomeado controlador das finanças pelo governante autônomo do Egito e Síria, Amade ibne Tulune (r. 868–884). Abu Becre manteve o posto até sua morte em 884, e posteriormente nomeou Huceine como seu representante na Síria, enquanto seu outro filho, Ali, preencheu seu lugar no Egito. Ali permaneceu em serviço até sua morte em 897, e foi substituído por seu filho Amade.
Huceine permaneceu no comando das finanças da Síria durante o regime tulúnida, mas conforme ele começo a enfraquecer, Huceine restabeleceu contatos com a corte abássida em Baguedade. Consequentemente, quando os domínios tulúnidas novamente estiveram sob controle direto dos abássidas em 904-905, e muitas dos membros de sua família foram deportados à capital, ele substituiu seu sobrinho Amade como diretor das finanças do Egito. Deste posto ele estaria envolvido nas lutas faccionais entre as principais facções burocráticas em Baguedade, o clã Banu Alfurate e seus oponentes; os Almadarai firmemente mantiveram-se com os últimos.
Durante o segundo vizirado de Ali ibne Issa Aljarrá (913–917), Huceine foi novamente nomeado para a Síria, enquanto outro sobrinho, Abu Becre Maomé, ocupou o Egito. Quando Ali ibne Issa caiu e foi substituído por seu arqui-inimigo Alboácem Ali ibne Alfurate, os Almadarais foram demitidos e presos. Huceine foi reconvocado à Baguedade, onde permaneceu até maio de 919, quando novamente recebeu o posto de diretor financeiro do Egito. Ele manteve o ofício até 922, quando foi demitido por Ali ibne Isa. Reconvocado à Baguedade em 923, foi forçado a pagar uma enorme multa de 5 milhões de dirrãs. No entanto, em 926 foi novamente enviado ao Egito com seu mantado também estendido à Síria. Ele morreu em ofício em Fostate em 929.